# Пътешествие (филм)
„Пътешествие“ е български игрален филм (приключенски, драма) от 1980 година на режисьорите Малина Петрова и Искра Йосифова, по сценарий на Веселин Панайотов. Оператор е Георги Николов. Музиката във филма е композирана от Божидар Петков. Текстът на песните е на Валери Петров. 

## Сюжет
Първите месеци след 9.9.1944. В суматохата, сред развалините от бомбардировките в София, група деца мечтаят за далечно пътешествие по море. Както си е редно, „заговорът“ се подготвя в мазето на разрушена сграда. Малките тържествено произнасят страшна клетва: „Мълчание до гроб!“... Пътеводител, справочник и настолна книга на пътешествениците е дневникът на Магелан. В същото време септемврийчетата от местната дружина започват акция за събиране на помощи за ранените на фронта. Един ден събраните пари изчезват. Разследвайки криминалното деяние и разплитайки интригата, малките кандидат-пътешественици разкриват много свои добродетели. Сред множество недоразумения и тревоги „пътешествието“ им се осъществява, но в мечтите…

## Актьорски състав
| В главните роли                                 | Изпълнител                                            |
| ----------------------------------------------- | ----------------------------------------------------- |
| адмирал                                         | Ивайло Стоянов (дете)                                 |
| вицеадмирал                                     | Янаки Янакиев (дете)                                  |
| ковчежник                                       | Борислав Цанков (дете)                                |
| сметководител                                   | Любчо Василев (дете)                                  |
| интендант                                       | Иван Тулешков (дете)                                  |
| боцман                                          | Иван Шекиров (дете)                                   |
| писар                                           | Едмонд Хугасян (дете)                                 |
| Ванчо                                           | Иван Стефанов (дете)                                  |
| бате Митр - „Деус“, панта и фокусник            | Стефан Мавродиев                                      |
| учителката Итка                                 | Пламена Гетова                                        |
| Христо                                          | Кирил Делев                                           |
| Учавстват още:                                  |                                                       |
|                                                 | Йордан Николов                                        |
|                                                 | Камен Проданов                                        |
|                                                 | Димитър Янков                                         |
|                                                 | Петър Василев                                         |
|                                                 | Иван Гърков                                           |
|                                                 | Люба Миленкова                                        |
|                                                 | Камелия Вучева                                        |
|                                                 | Росица Георгиева                                      |
|                                                 | Мариян Маринов                                        |
|                                                 | Чавдар Младенов                                       |
|                                                 | Милен Димитров                                        |
|                                                 | Веселин Панчев                                        |
|                                                 | Венцислав Донков                                      |
|                                                 | Жорж Шопов                                            |
|                                                 | Вокална група „Алени пламъчета“ - дир. Георги Витанов |
| крадецът                                        | Емил Пенев                                            |
|                                                 | Любица Кулезич (като Люба Кулезич)                    |
|                                                 | Крикор Хугасян                                        |
|                                                 | Мария Рашкова                                         |
|                                                 | Мария Белева                                          |
|                                                 | Панка Бейкова                                         |
|                                                 | Иванка Вълчева                                        |
|                                                 | Андрей Георгиев                                       |
|                                                 | Оркестър „Карло“                                      |
|                                                 | Йонко Татаров                                         |
|                                                 | Томислав Недялкович                                   |
|                                                 | Иван Цветков                                          |
|                                                 | Димчо Георгиев                                        |
|                                                 | Цветан Беров                                          |
| изпълнител на дикторския текст и песента (глас) | Асен Кисимов (като Асен Ангелов)                      |

и др.